# Chionaspis cornigera
Chionaspis cornigera är en insektsart som beskrevs av Sadao Takagi 1985. Chionaspis cornigera ingår i släktet Chionaspis och familjen pansarsköldlöss.
Artens utbredningsområde är Nepal. Inga underarter finns listade i Catalogue of Life.